# 社会保障国民会議

日本の人口の推移（1872年 - 2009年）と
将来予測（2010年以降）

社会保障国民会議（しゃかいほしょうこくみんかいぎ）は、かつて開かれていた日本の内閣総理大臣が開催する会議の一つ。設置根拠は閣議決定に基づく。
これまで財務省と厚生労働省は、社会保障政策を巡って激しく対立してきた。そこで2007年、福田康夫により社会保障政策を広く討議する有識者会議の設置が提唱された。福田の指示を受け、2008年1月25日の閣議決定により当会議が設置された。
会議は有識者が務める委員により構成され、内閣総理大臣が会議を開催する。会議では、委員だけではなく、関係者への出席を求めることができるとされている。参加者は流動的となっている。社会保障会議の本会議には内閣総理大臣をはじめ厚生労働大臣や内閣官房長官ら国務大臣が出席する。本会議の下には3つの分科会が置かれ、それぞれが、雇用と年金、医療や介護と福祉、少子化とワーク・ライフ・バランスについてより専門的に議論した。会議の庶務は内閣官房が担当するとされ、具体的には内閣参事官室（社会保障国民会議担当）が庶務を務めていた。
会議は2008年11月には最終取りまとめを行い閉会した。その後の民主党政権下においては、社会保障制度改革国民会議が設置される。さらに2014年には自民党への政権交代により、社会保障制度改革推進会議が設置され機能が受け継がれている。

## 報告書
社会保障制度改革国民会議が最終報告を提出した同日に、本会議からも最終報告書が提出され、以下が結論付けられた。
- 自助・共助・公助の最適な組合せ
- 社会保障の機能の充実と給付の重点化・効率化、負担の増大の抑制
- 社会保険への税源の投入は、社会保険料に係る国民負担の適正化に充てることを基本とすべき
- 世代間格差の解消
  - 全世代型社会保障の推進、将来世代への負担の先送りの解消

## 構成
|                                                        | 氏名             | 社               | 所               | サ               | 持               | 備考                                                 |
| 社会保障国民会議                                       | 社会保障国民会議 | 社会保障国民会議 | 社会保障国民会議 | 社会保障国民会議 | 社会保障国民会議 | 社会保障国民会議                                     |
| ------------------------------------------------------ | ---------------- | ---------------- | ---------------- | ---------------- | ---------------- | ---------------------------------------------------- |
| 1                                                      | 阿藤誠           | 委員             |                  |                  | 座長             | 早稲田大学人間科学学術院特任教授                     |
| 2                                                      | 大森彌           | 委員             |                  | 座長             |                  | 地域ケア政策ネットワーク代表理事                     |
| 3                                                      | 奥田碩           | 委員             |                  |                  |                  | トヨタ自動車相談役                                   |
| 4                                                      | 小田與之彦       | 委員             | 委員             |                  |                  | 日本青年会議所会頭                                   |
| 5                                                      | 唐澤祥人         | 委員             |                  | 委員             |                  | 日本医師会会長                                       |
| 6                                                      | 神田敏子         | 委員             |                  |                  |                  |                                                      |
| 7                                                      | 権丈善一         | 委員             | 委員             |                  |                  | 慶應義塾大学商学部教授                               |
| 8                                                      | 塩川正十郎       | 委員             | 委員             |                  |                  | 東洋大学総長                                         |
| 9                                                      | 清家篤           | 委員             | 座長             |                  |                  | 慶應義塾大学商学部教授                               |
| 10                                                     | 高木剛           | 委員             |                  |                  |                  | 日本労働組合総連合会会長                             |
| 11                                                     | 竹中ナミ         | 委員             |                  | 委員             |                  | プロップ・ステーション理事長                         |
| 12                                                     | 中田清           | 委員             |                  | 委員             |                  | 全国老人福祉施設協議会副会長                         |
| 13                                                     | 樋口恵子         | 委員             |                  |                  | 委員             | 高齢社会をよくする女性の会理事長                     |
| 14                                                     | 南砂             | 委員             |                  | 委員             |                  | 読売新聞東京本社編集委員                             |
| 15                                                     | 山田啓二         | 委員             | 委員             |                  |                  | 京都府知事                                           |
| 16                                                     | 吉川洋           | 座長             |                  |                  | 委員             | 東京大学大学院経済学研究科教授                       |
| 所得確保・保障（雇用・年金）分科会                     |                  |                  |                  |                  |                  |                                                      |
| 17                                                     | 岩村正彦         |                  | 委員             |                  |                  | 東京大学大学院法学政治学研究科教授                   |
| 18                                                     | 岩本真実         |                  | 委員             |                  |                  | K2インターナショナルジャパンY-MAC統括責任者          |
| 19                                                     | 岡本康男         |                  | 委員             |                  |                  | 日本経済団体連合会社会保障委員会年金改革部会部会長   |
| 20                                                     | 古賀伸明         |                  | 委員             |                  |                  | 日本労働組合総連合会事務局長                         |
| 21                                                     | 小杉礼子         |                  | 委員             |                  |                  | 労働政策研究・研修機構統括研究員                     |
| 22                                                     | 中村時広         |                  | 委員             |                  |                  | 松山市市長                                           |
| 23                                                     | 原令子           |                  | 委員             |                  |                  | JEサポート代表取締役                                 |
| 24                                                     | 細野真宏         |                  | 委員             |                  |                  | 受験予備校Hosono's Super School主宰                  |
| 25                                                     | 水町勇一郎       |                  | 委員             |                  |                  | 東京大学社会科学研究所准教授                         |
| 26                                                     | 宮島香澄         |                  | 委員             |                  |                  | 日本テレビ放送網報道局記者                           |
| 27                                                     | 宮武剛           |                  | 委員             |                  |                  | 目白大学教授                                         |
| サービス保障（医療・介護・福祉）分科会                 |                  |                  |                  |                  |                  |                                                      |
| 28                                                     | 今田高俊         |                  |                  | 委員             |                  | 東京工業大学大学院社会理工学研究科教授               |
| 29                                                     | 逢見直人         |                  |                  | 委員             |                  | 日本労働組合総連合会副事務局長                       |
| 30                                                     | 加戸守行         |                  |                  | 委員             |                  | 愛媛県知事                                           |
| 31                                                     | 神野正博         |                  |                  | 委員             |                  | 董仙会恵寿総合病院理事長                             |
| 32                                                     | 清原慶子         |                  |                  | 委員             |                  | 三鷹市長                                             |
| 33                                                     | 齊藤正憲         |                  |                  | 委員             |                  | 日本経済団体連合会社会保障委員会医療改革部会部会長   |
| 34                                                     | 澤芳樹           |                  |                  | 委員             |                  | 大阪大学大学院医学系研究科主任教授                   |
| 35                                                     | 辻本好子         |                  |                  | 委員             |                  | ささえあい医療人権センターCOML理事長                 |
| 36                                                     | 西村周三         |                  |                  | 委員             |                  | 京都大学大学院経済学研究科教授                       |
| 37                                                     | 野中博           |                  |                  | 委員             |                  | 野中医院院長                                         |
| 38                                                     | 堀田聰子         |                  |                  | 委員             |                  | 東京大学社会科学研究所特任准教授                     |
| 39                                                     | 矢崎義雄         |                  |                  | 委員             |                  | 国立病院機構理事長                                   |
| 持続可能な社会の構築（少子化・仕事と生活の調和）分科会 |                  |                  |                  |                  |                  |                                                      |
| 40                                                     | 阿部正浩         |                  |                  |                  | 委員             | 獨協大学経済学部教授                                 |
| 41                                                     | 飯泉嘉門         |                  |                  |                  | 委員             | 徳島県知事                                           |
| 42                                                     | 池上清子         |                  |                  |                  | 委員             | 国連人口基金東京事務所所長                           |
| 43                                                     | 岩渕勝好         |                  |                  |                  | 委員             | 東北福祉大学教授                                     |
| 44                                                     | 荻野明彦         |                  |                  |                  | 委員             | 日本経済団体連合会少子化対策委員会企画部会部会長代理 |
| 45                                                     | 奥山千鶴子       |                  |                  |                  | 委員             | びーのびーの理事長                                   |
| 46                                                     | 熊坂義裕         |                  |                  |                  | 委員             | 宮古市市長                                           |
| 47                                                     | 木幡美子         |                  |                  |                  | 委員             | フジテレビジョン編成制作局アナウンス室主任           |
| 48                                                     | 駒崎弘樹         |                  |                  |                  | 委員             | フローレンス代表理事                                 |
| 49                                                     | 田中里沙         |                  |                  |                  | 委員             | 宣伝会議編集室室長                                   |
| 50                                                     | 山口洋子         |                  |                  |                  | 委員             | 日本労働組合総連合会副事務局長                       |

凡例
- 社 - 社会保障国民会議
- 所 - 所得確保・保障（雇用・年金）分科会
- サ - サービス保障（医療・介護・福祉）分科会
- 持 - 持続可能な社会の構築（少子化・仕事と生活の調和）分科会